# Nine Hours to Rama (film)
Nine Hours to Rama is een Brits-Amerikaanse dramafilm uit 1963 onder regie van Mark Robson. Het scenario is gebaseerd op het gelijknamige boek uit 1962 van de Amerikaanse auteur Stanley Wolpert.

## Verhaal
De fanatieke hindoe Nathuram Godse geeft Mahatma Gandhi onterecht de schuld voor de moord op duizenden hindoes door moslims. Langzaamaan wordt duidelijk dat hij een aanslag zal plegen op Gandhi.

## Rolverdeling
| Acteur           | Personage         |
| ---------------- | ----------------- |
| Horst Buchholz   | Nathuram Godse    |
| José Ferrer      | Gopal Das         |
| Valerie Gearon   | Rani Mehta        |
| Don Borisenko    | Naryan Apte       |
| Robert Morley    | P.K. Mussadi      |
| Diane Baker      | Sheila            |
| Harry Andrews    | Generaal Singh    |
| P. Jairaj        | G.D. Birla        |
| David Abraham    | Rechercheur Munda |
| Achala Sachdev   | Moeder            |
| Marne Maitland   | Karnick           |
| Harold Goldblatt | Selvrag Prahlad   |
| Wolfe Morris     | Rechercheur Bose  |
| Frances Matthews | Rampure           |
| Nagendra Nath    | Magin Mehta       |
| Jack Hedley      | Kilpatrick        |
| J.S. Crasshyap   | Mahatma Gandhi    |